# Nina Karsov
Nina Karsov z d. Janina Kirszrot (ur. 10 czerwca 1940) – polska polonistka, pisarka, tłumaczka i wydawczyni.

## Życiorys
Uratowana jako dziecko z transportu do Treblinki, została adoptowana przez Stanisławę Szymaniewską-Karsov. W 1964 ukończyła filologię polską na Uniwersytecie Warszawskim. Na początku lat 60. poznała Szymona Szechtera, ociemniałego historyka, który został repatriowany do Polski w 1957. Została jego lektorką, a następnie współpracowniczką.
Wspólnie z nim zbierała materiały o procesach politycznych lat 60., m.in. Jacka Kuronia i Karola Modzelewskiego oraz sytuacji w środowiskach studenckich, literackich i partyjnych w Polsce. Za swoją działalność została aresztowana w lipcu 1966 i skazana w październiku 1967 na karę trzech lat pozbawienia wolności. Jej uwolnienia domagał się Bertrand Russell, a Amnesty International uznało ją „więźniem 1968 roku”. W więzieniu wzięła ślub z Szymonem Szechterem. 5 września 1968 została zwolniona, a 15 listopada 1968 wyemigrowała wraz z mężem do Wielkiej Brytanii. Razem z nim opublikowała książkę wspomnieniową Nie kocha się pomników, która zawiera fragmenty wspomnień i dzienników ich obojga.
W 1970 roku wraz z Szymonem Szechterem założyła w Londynie wydawnictwo Kontra, które jest znane przede wszystkim z wydawania książek Józefa Mackiewicza. Wraz z mężem przetłumaczyła na polski m.in. Moskwę-Pietuszki Wieniedikta Jerofiejewa oraz Apoteozę nieoczywistości Lwa Szestowa, a na angielski Trans-Atlantyk Witolda Gombrowicza (razem z Carolyn French). Wydawnictwem kieruje samodzielnie od śmierci Szechtera w 1983. W 2009 otrzymała nagrodę Związku Pisarzy Polskich na Obczyźnie za edycję dzieł zebranych Józefa Mackiewicza (edycja liczyła w 2024 r. 36 tomów).

## Kontrowersje
Jako spadkobierczyni żony Józefa Mackiewicza Barbary Toporskiej nabyła w spadku po niej prawa do spuścizny pisarza. Prawa te były przedmiotem sporu sądowego z córką Józefa Mackiewicza – Haliną. Sądy dwu instancji stwierdziły nabycie wskazanych praw przez Ninę Karsov w związku z testamentami sporządzonymi odpowiednio przez Józefa Mackiewicza na rzecz Barbary Toporskiej oraz przez Barbarę Toporską na rzecz Niny Karsov. W 2009 Sąd Najwyższy odrzucił kasację Haliny Mackiewicz od orzeczenia sądu II instancji.